# Rosetta (Vangelis)
Rosetta è il ventesimo album in studio del musicista greco Vangelis, pubblicato nel 2016 dalla Decca Records.

## Descrizione
Il progetto nasce nel 2014 da una telefonata tra Vangelis e l'astronauta André Kuipers.

## Tracce
1. Origins (Arrival)"
2. "Starstuff"
3. "Infinitude"
4. "Exo Genesis"
5. "Celestial Whispers"
6. "Albedo 0.06"
7. "Sunlight"
8. "Rosetta"
9. "Philae's Descent"
10. "Mission Accomplie (Rosetta's Waltz)"
11. "Perihelion"
12. "Elegy"
13. "Return to the Void"